# Casimir von Arx (Politiker, 1981)
Casimir von Arx (* 23. September 1981) ist ein Schweizer Politiker (GLP). Er ist seit dem 1. Oktober 2019 Mitglied des Grossen Rats des Kantons Bern, wo er als Nachfolger des zurückgetretenen Daniel Trüssel in der GLP-Fraktion politisiert.
Von Arx wurde 2014 ins Gemeindeparlament von Köniz gewählt. Zudem ist er seit 2018 Präsident der kantonalen sowie Vorstandsmitglied der nationalen Partei. Von Arx ist Mathematiker und Informatiker und arbeitet hauptberuflich als wissenschaftlicher Mitarbeiter beim Eidgenössischen Departement für auswärtige Angelegenheiten.
Im August 2021 wurde von Arx von seiner Partei als Kandidat für die Regierungsratswahlen 2022 nominiert.